# Andries Cornelis Dirk de Graeff
Jhr. Andries Cornelis Dirk de Graeff, född 7 augusti 1872 i Haag, död 24 april 1957, var en nederländsk diplomat och utrikesminister. Han var generalguvernör för Nederländska Ostindien från 1926 till 1931.
Andries Cornelis Dirk de Graeff kom från Huset De Graeff, de tidigare 'regenterna' (patricier) i Amsterdam. De var en linje av de gamla adliga herrarna Von Graben, men tillhörde de holländska patricierna. Han var son till nederländsk diplomat Dirk de Graeff van Polsbroek.